# Адемар, Альфонс Жозеф
Альфо́нс Жозе́ф Адема́р (фр. Adémar, 1797—1862) — французский математик.
Написал много элементарных руководств по различным отраслям математики: «Cours de mathém. à l’usage de l’ingénieur civil» (Париж, 1832), «Traité de géométrie descriptive» (1834, 1847) «Traité de la coupe des pierres» (1837), "Traité de perspective linéaire (1838), «Traité des ombres». На русский язык переведено его сочинение «Возмущение моря, или Периодичность всемирных потопов» (СПб., 1871).